# Libanonethes novus
Libanonethes novus es una especie de crustáceo isópodo terrestre cavernícola de la familia Trichoniscidae.

## Distribución geográfica
Son endémicos del noreste de España peninsular.